# Тома Ивановић Мачкатовац
Тома Ивановић — Мачкатовац (Мачкатица, код Сурдулице, 3. мај 1923 — близина Криве Феје, 22. октобар 1943), учесник Народноослободилачке борбе и народни херој Југославије.

## Биографија
Рођен је 3. маја 1923. године у Мачкатици, у сиромашној земљорадничкој породици. Као и сви његови вршњаци, рано је отишао у печалбу. Као грађевински радник упознао се с идејама револуционарног радничког покрета.
Априлски рат и окупација 1941. су га затекли код куће, јер се тек припремао за грађевинску сезону. После окупације Југославије, активно се укључио у спровођење директива КПЈ за припремање за оружани устанак. Са групом омладинаца у свом месту сакупио је седам пушака са доста муниције.
У почетку Народноослободилачке борбе био је истакнути позадински радник и извршавао многе курирске и друге важне задатке. Учествовао је у многим диверзантским акцијама, а у једном сукобу са бугарском полицијом био је рањен. Фебруара 1942. године, са групом омладинаца запалио је општинску архиву у свом селу и том приликом запленио осам пушака из бугарског магацина.
Као борац Врањског партизанског одреда истицао се у акцијама које је одред водио дејствујући према Скопској Црној Гори, с циљем да се повеже са македонским партизанским снагама. Код села Врбана, близу Бујановца одред су окружиле бугарске фашистичке снаге и нанеле му тешке губитке, али захваљујући Томиној сналажљивости нису успели да униште партизане, који су се повезали са одредом „Зејнел Ајдини” са Косова и 19. октобра 1942. године напали рудник Лојaнe код Куманова. Тома је на првом одмору јединице био јавно похваљен због храбрости и сналажљивости у тим борбама и примљен за члана КПЈ.
Од десетара и водника, Тома је брзо постао заменик командира Омладинске чете. Када је формиран Други јужноморавски партизански одред, био је постављен за командира Прве омладинске чете.
Приликом реорганизације Другог јужноморавског одреда на Варденику, Прва пратећа чета под командом Томе Ивановића кренула је на извршавање задатка који јој је том приликом постављен. Требало је да оперишу на свом терену, од Врањске Бање до реке Пчиње и Козјака. Одмах после доласка на овај терен, чета је спалила општинску архиву, почела да ликвидира шпијуне, прикупља оружје, прима нове борце, врши повремене акције на Врањску Бању и централу Јелашницу, водила борбу код Малетине са око 200 бугарских полицајаца, који су дошли из правца Куманова. Том приликом ова бугарска фашистичка јединица била је потпуно разбијена. Око шездесет престрашених бугарских полицајаца из ове јединице су се разбежали. Очевици из Куманова су причали како су неки бугарски полицајци после сукоба са четом Мачкатовца били очајни. Ова борба била је значајна због деморалисања бугарске фашистичке војске и полиције.
Да би се снабдела експлозивом Прва чета је прешла Јужну Мораву и на сектору између Бујановца и Скопске Црне Горе, уништила рудничка постројења у Трнави и Островици, дошла у додир са македонским и албанским живљем овога краја, успоставила везу са активистима НОП-а и служила као база за прихватање нових бораца.
Окупаторске снаге су након тога предузеле опсежне операције на слободној територији и изнад села Рађевице вршиле концентричан напад на чету Мачкатовца из правца Јелашнице. Користећи ровове из Првог светског рата, чета је пружала жилав отпор и принудила фашистичку јединицу на повлачење. Међутим, негде око 14 часова 22. октобра 1943. године уследио је јак напад бугарске полиције, са 400 полицајаца из правца Криве Феје. Напад је дошао с леђа затворивши правац Крива Феја, Варденик—Сурдулица. Одмах затим уследио је други напад бугарске полиције из правца Сурдулице. Пошто нису могли да одоле овако јаком концентричном нападу Штаб чете одлучио је да се повуку према Врањској Бањи. Чета се могла пробити једино преко брисаног простора. Због тога је Тома дао наређење да се чета пребаци, а он је бранио тај простор из позадине. Међутим, његово пребацивање преко брисаног простора није успело, јер је том приликом био смртно рањен.
Указом председника Федеративне Народне Републике Југославије Јосипа Броза Тита, 9. октобра 1953. године, проглашен је за народног хероја.
Основна школа у Белом Пољу, општина Сурдулица носи његово име.